# Аракс
Аракс (тур. Aras; јерм. Araz) је једна од највећих река у региону Закавказја у југозападној Азији.
Извире у подножју планине Бингол у близини града Ерзурума у Турској, а улива се у реку Куру у близини града Сабирабада у Азербејџану. Укупна дужина тока је 1.072 km, а површина слива је 102.000 km².
Протиче кроз 4 државе: Турску, Јерменију, Иран и Азербејџан (укључујући и Нахчиванску Републику, и Нагорно-Карабах). Река је до 1991. чинила јужну границу Совјетског Савеза према Турској и Ирану.
У својим делима Аракс помињу и антички путописци Херодот, Вергилије и Страбон. По некима она одговара реци Гихон која се помиње у Библији. Река Аракс је почетком 19. века (1813, 1828) одређена као граница између Руског и Персијског царства.

## Географија
Река Аракс извире у источној Турској, у близини града Ерзурума, подно планине Бингол, у источном делу Јерменске висоравни. Од извора па све до места где прима своју прву велику притоку Ахурјан, Аракс је типична планинска река са бројним брзацима која тече кроз уски кланац. Након спајања са Ахурјаном улази у пространу акумулативну Араратску равницу насталу таложењем речног наноса (Аракс годишње у просеку нанесе и до 16 милиона тона наноса). На делу тока кроз ову равницу обала је јако ниска, углавном замочварена, а река се рачва у бројне мање канале. У том делу тока представља границу између Јерменије и Турске. Низводно од ушћа Ведија река поново улази у уску клисуру иза које се налази Нахчиванска равница. У том делу представља природну границу између Нахчиванске Републике (касније делом и Јерменије) и Ирана. Након примања реке Нахичеванчај улази поново у кањонску долину и тече кроз уску долину све до уласка у Курско-араксинску низију. Последњих 100 km тока тече кроз Муганску и Миљску степу у Азербејџану након чега се улива у Куру код града Сабирабада, као десна притока.
Овако ограничено подручје које се одводњава ка Араксу има површину од 102.000 km². Укупна дужина водотока је 1.075 km, а просечан проток је 285 m³/s.
Неке од најважнијих притока Аракса су Ахурјан, Севџур, Храздан, Арпа, Азат, Веди, Воротан, Вохчи.
Неки од већих градова који се налазе на њеним обалама су Џулфа (Иран), Џулфа (Азербејџан), Ордубад, Мегри, Агарак, Сатли.
Чак 76% територије Јерменије одводњава се према Араксу.

## Историја
У јерменској традицији име реке потиче од имена једног од древних јерменских војсковођа Араста или Ераста (Արաստ). Топоним је касније хеленизован у Араксес (Araxes) који се највероватније односио на Куро-араксинску преисторијску културу која је постојала у долинама Аракса и Куре.
Многи антички путописци попут Страбона, Вергилија и Херодота, спомињу ову реку.
У новије време Аракс је добио на важности у геополитичком смислу. Тако је одредбама Гулистанског мира из 1813. река постала службеном границом између Руске Империје и тадашње Персије. Њен политички значај ни данас није мањи јер је гранична река између Турске и Јерменије, Јерменије и Ирана, и Ирана и Азербејџана.

## Привреда
Воде Аракса се у целом делу тока користе за наводњавање околних пољопривредних подручја. Нарочито је велико искориштавање у подручју Араратске равнице и Курско-араксинске низије, у подручјима веома интензивне пољопривредне производње.
Године 1971. на реци је изграђена велика хидроелектрана (Араска хидроелектрана) коју су заједничким снагама подигли тадашњи СССР (данас Азербејџан) и Иран. Укупна висина бране је 40 km, а дужина 1.026 метара. Иза бране се формира 52 km дугачко вештачко језеро. Хидроелектрана поседује 4 генератора капацитета од 11 MW сваки. Два генератора су на иранској, а два на азерској страни бране.